# Villa Guerrero (kommun i Jalisco)
Villa Guerrero är en kommun i Mexiko.   Den ligger i delstaten Jalisco, i den centrala delen av landet, 500 km nordväst om huvudstaden Mexico City. Antalet invånare är 5 182. Arean är 1 092 kvadratkilometer.
Terrängen i Villa Guerrero är bergig västerut, men österut är den kuperad.
Följande samhällen finns i Villa Guerrero:
- Villa Guerrero
- San Lorenzo de Atzqueltán
- Santa Rita
- Ojo de Agua de Cardos
- La Guásima
- Izolta
- Rancho de Enmedio